# Мост Заманлу (Замарлу)
Мост Заманлу (арм. Զամանլուի կամուրջ) — железнодорожный ферменный мост через реку Ваагни (левый приток реки Памбак) Лорийской области Армении. Он был введён в эксплуатацию в октябре 1898 года на участке железной дороги Тифлис — Александрополь — Карс — Эривань — Джульфа.
В 2012 году был сдан в эксплуатацию новый мост, проложенный параллельно со старым мостом, который находится в эксплуатации уже более 100 лет. Строительные работы велись с 2006 года, подрядная организация — «Камуржшин». После открытия нового моста, старому мосту, который ныне не используется, был присвоен статус музея.
Длина моста 170 м. Высота опор 27 м. Общий вес металлоконструкций — 592 т.

## Галерея

Строительство моста
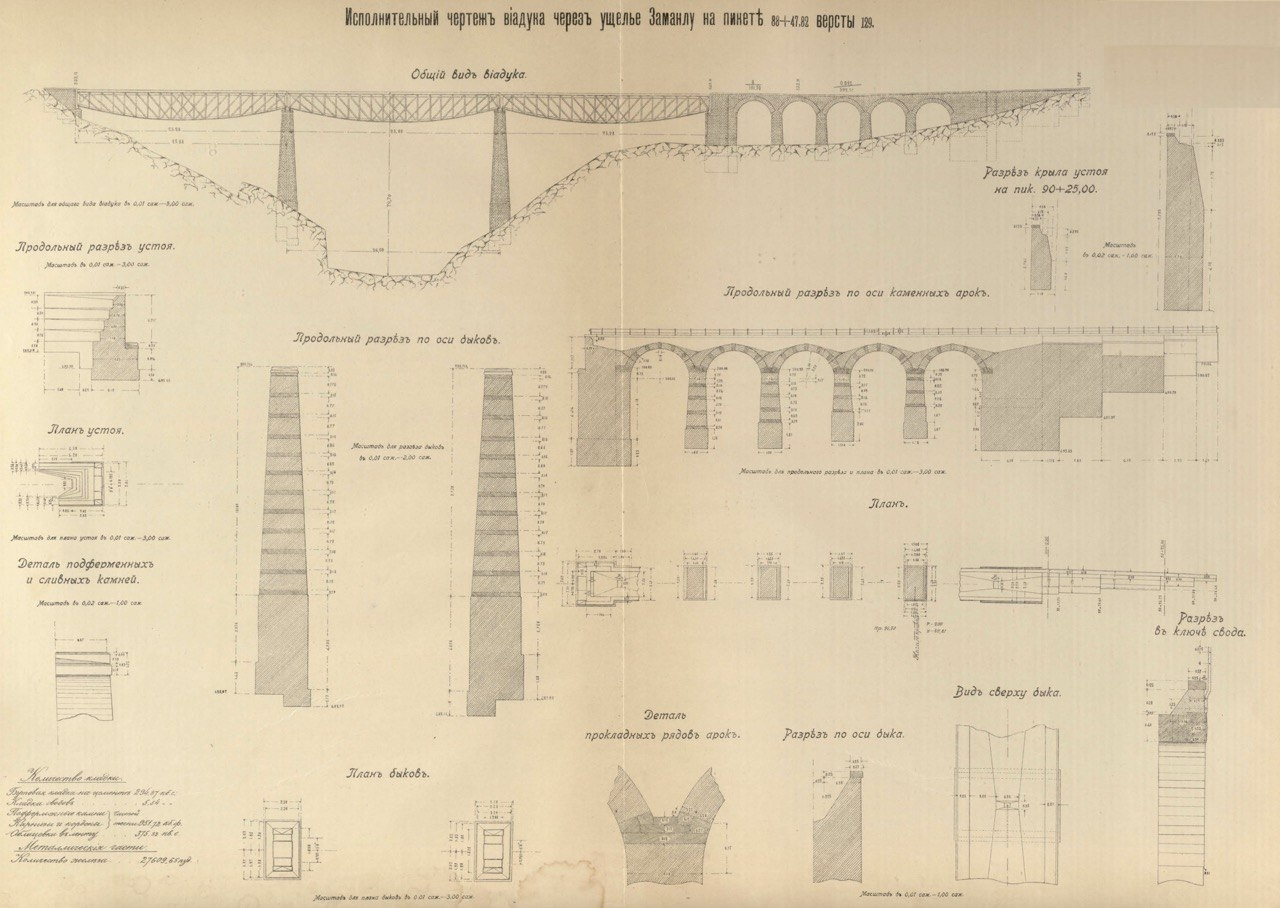
Исполнительный чертёж
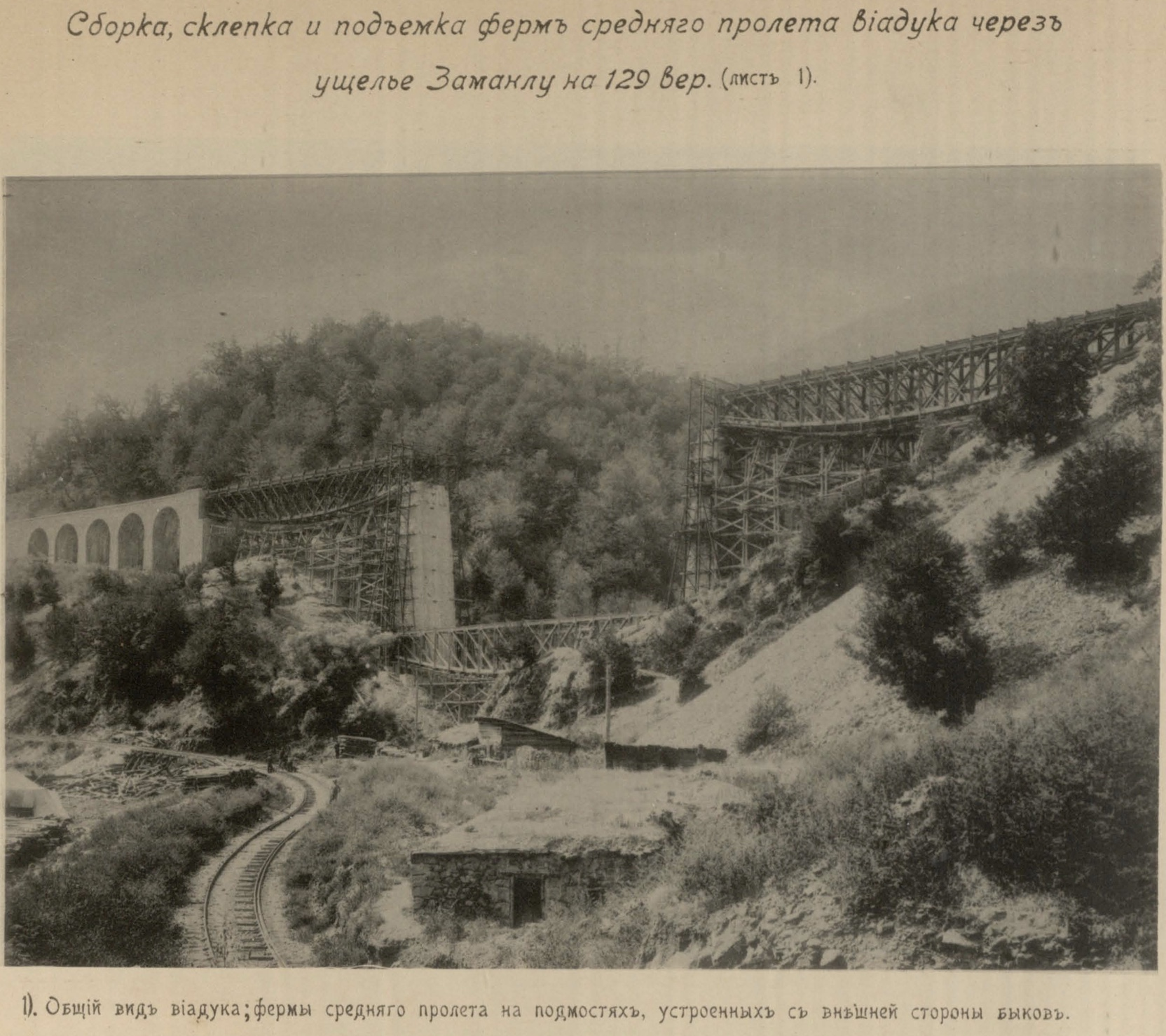
Общий вид виадука, фермы среднего пролета на подмостьях устроенных с внешней стороны быков
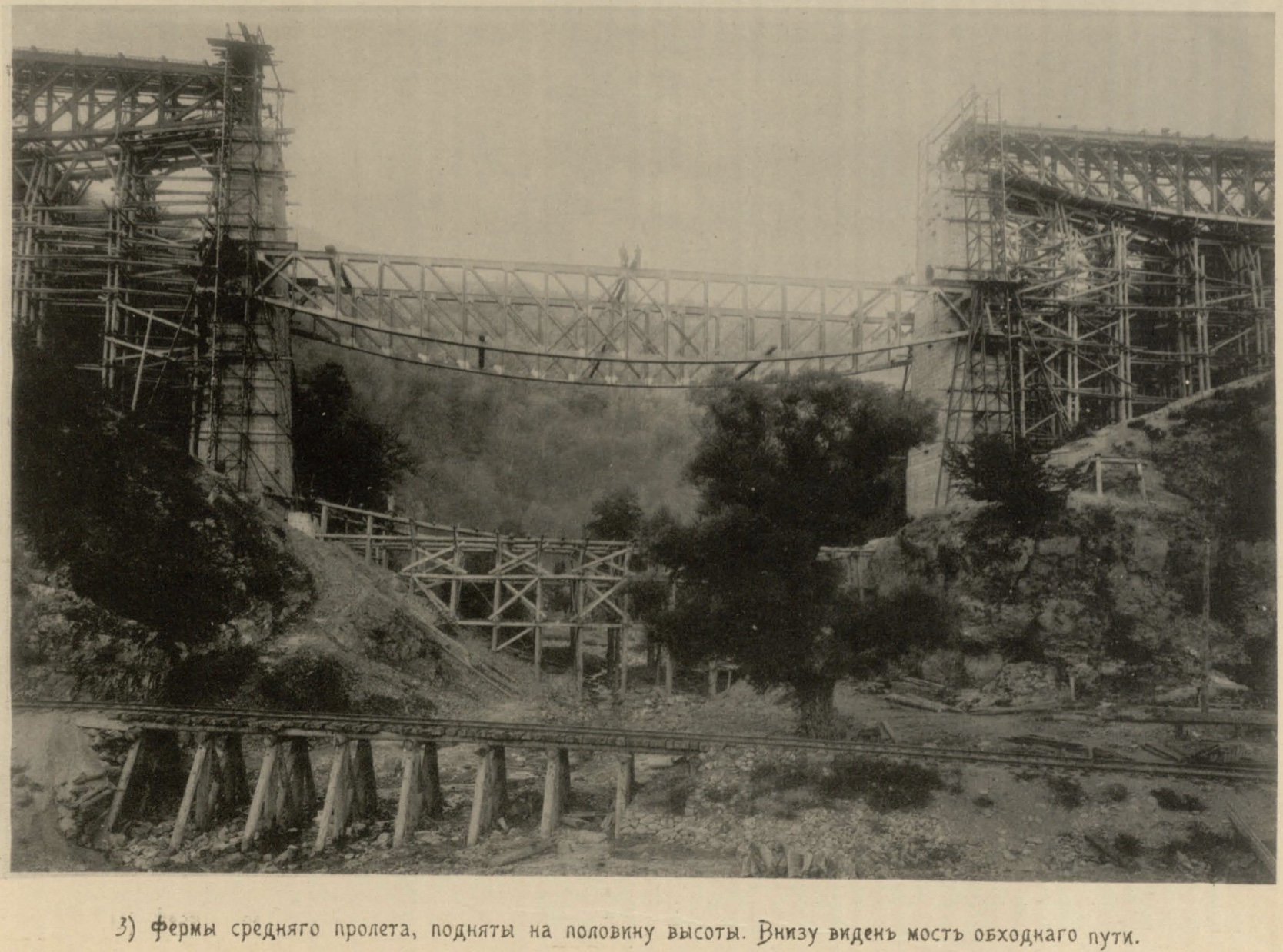
Фермы среднего пролёта подняты на половину высоты. Внизу виден мост обходного пути.
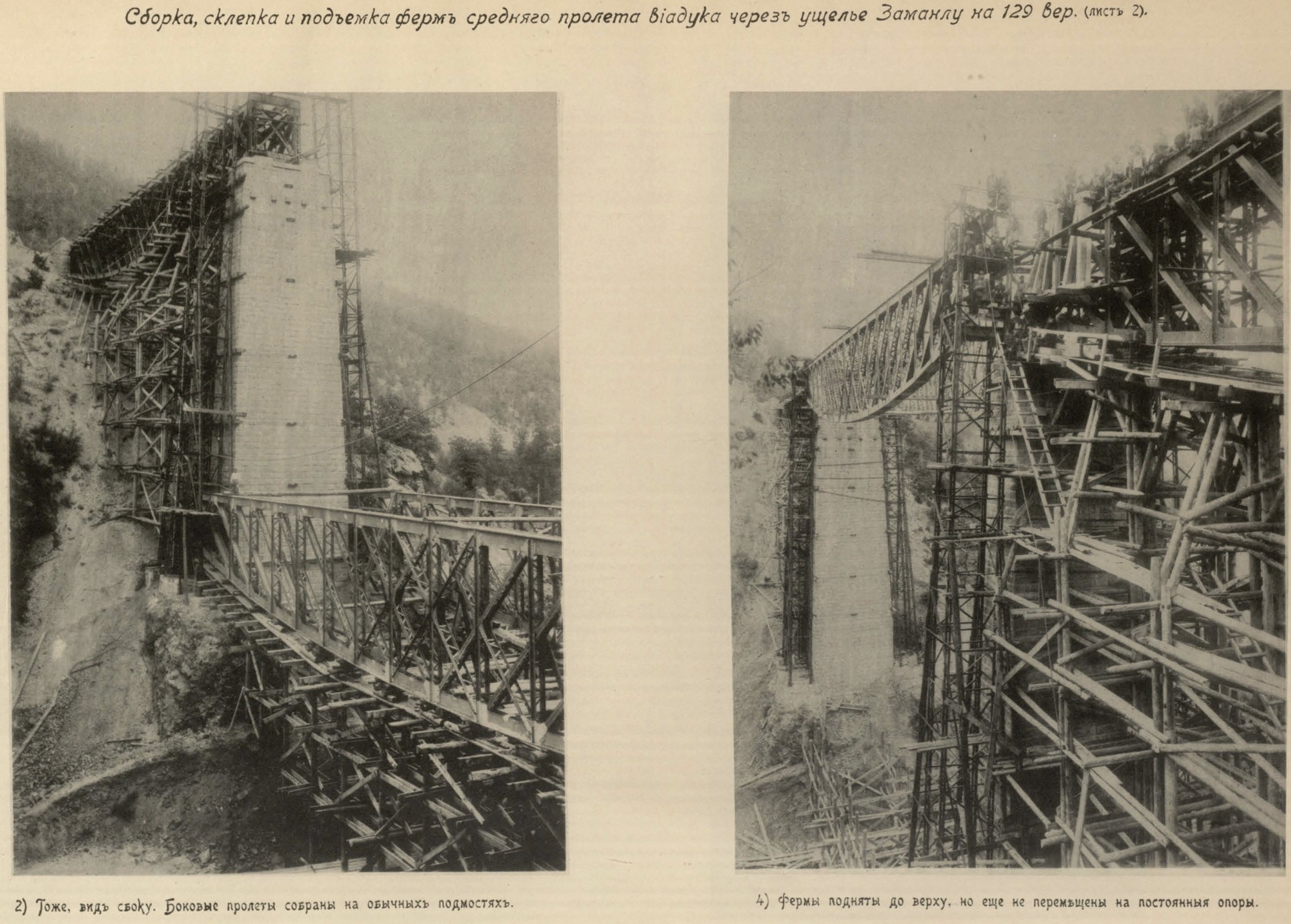
1.Боковые пролёты собраны на обычных подмостьях. 2.Фермы подняты до верху, но ещё не перемещены на постоянные опоры
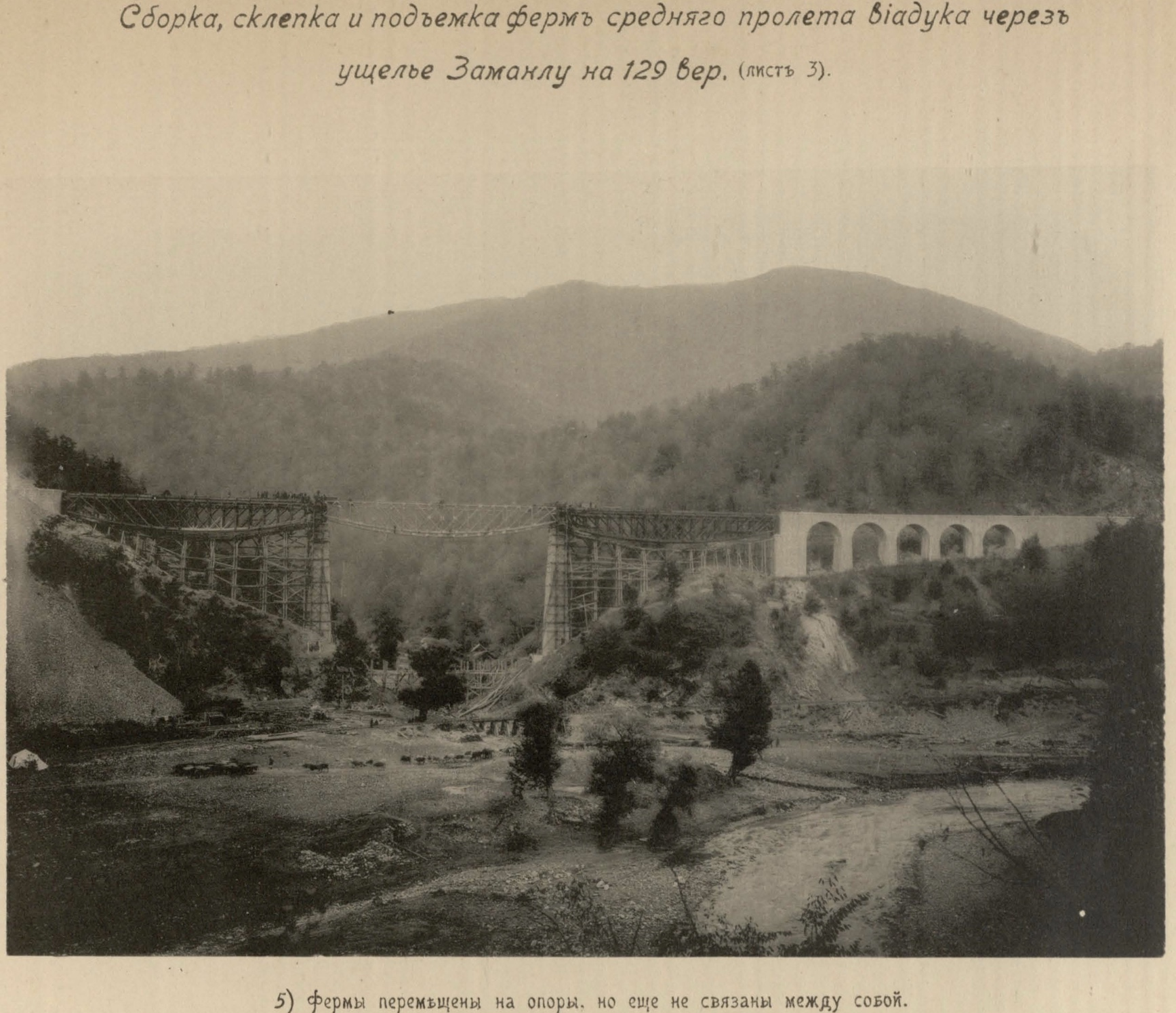
Фермы перемещены на опоры, но ещё не связаны между собой
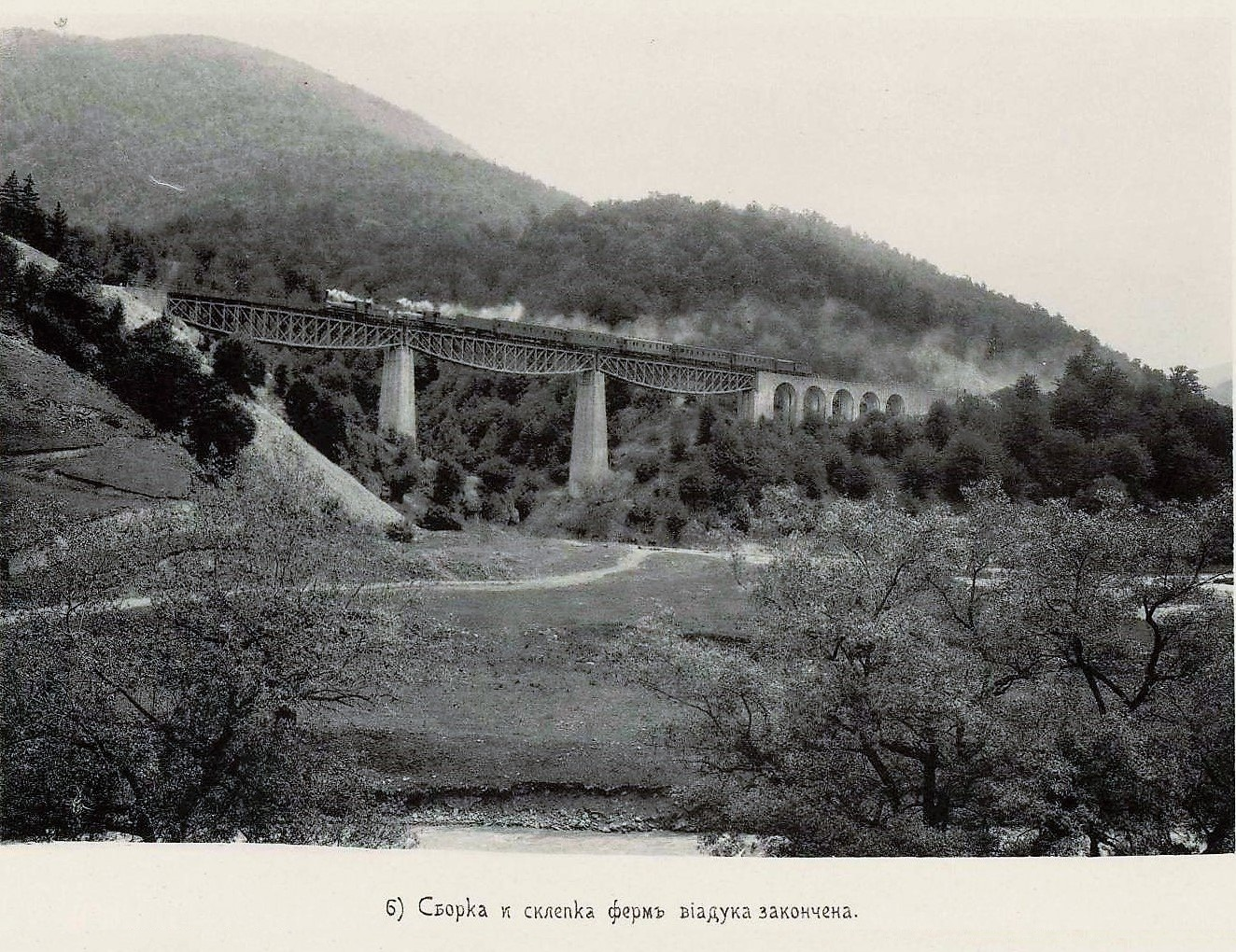
Окончание строительства

Современные фотографии
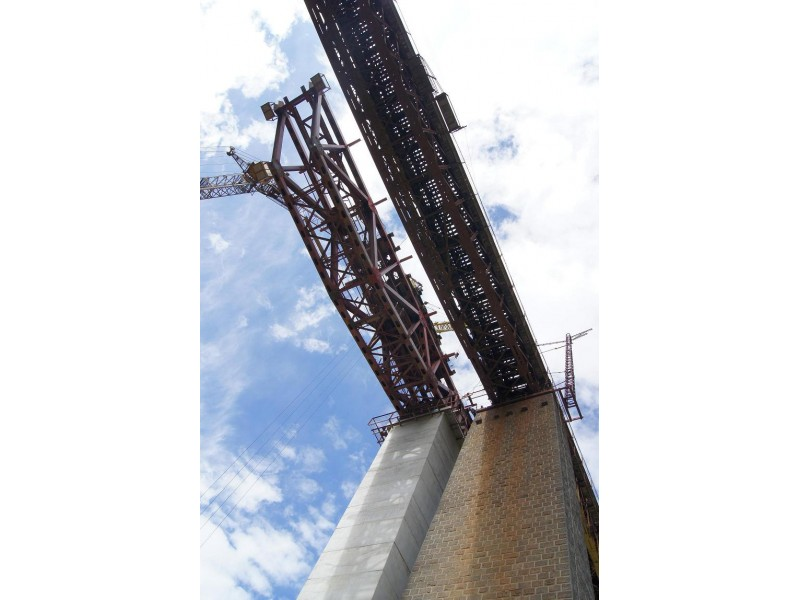
Старый и новый мосты Заманлу
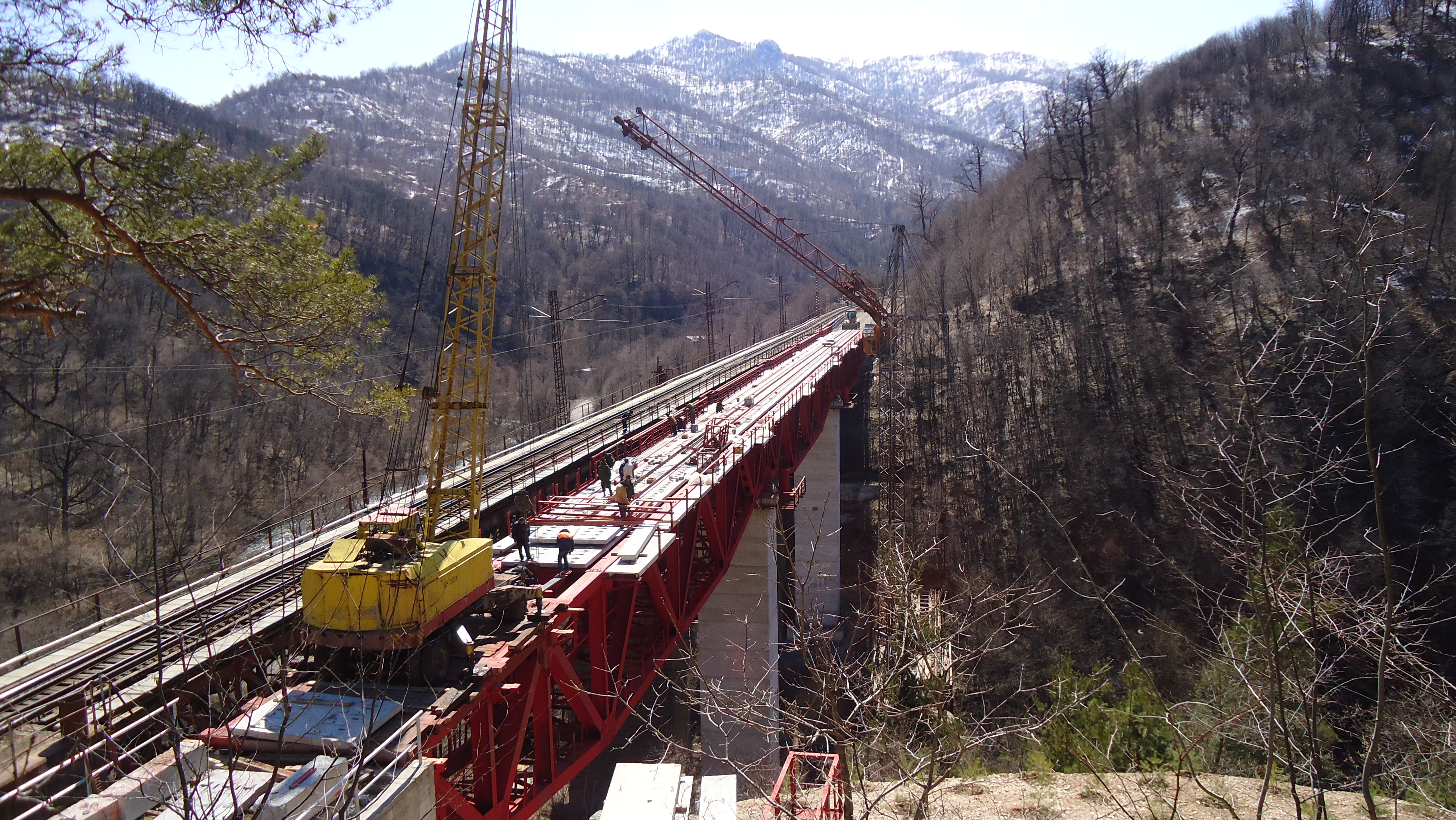
Строительство нового моста Заманлу